# 427 TCN
Năm 427 TCN là một năm trong lịch Julius. 